# 劉易斯福克鎮區 (北卡羅萊納州威爾克斯縣)
劉易斯福克鎮區（英語：Lewis Fork Township）是位於美國北卡羅萊納州威爾克斯縣的一個鎮區。

## 地方資料
劉易斯福克鎮區的面積為61.12平方千米，皆為陸地。根據2020年美國人口普查的數據，當地共有人口1433人，而人口密度為每平方千米23.45人。